# Цигулар на покрива
„Цигулар на покрива“ (на английски: Fiddler on the Roof) е американски филм от 1971 година, трагикомичен мюзикъл на режисьора Норман Джуисън по сценарий на Джоузеф Стейн. Той е адаптация на едноименния театрален мюзикъл от Бродуей по музика на Джери Бок, който от своя страна се базира на цикъла разкази за „Млекарят Тевие“ от Шалом Алейхем.

## Сюжет
В центъра на сюжета са отношенията на евреин в Руската империя от началото на XX век с неговите отхвърлящи традициите дъщери - първата се жени по свой избор, втората се сгодява за революционер и заминава с него на заточение в Сибир, а третата се жени за християнин. Действието се развива на фона на засилващ се антисемитизъм, като в края му евреите са изселени от цялата област. Главните роли се изпълняват от Хаим Топол, Норма Крейн, Ленард Фрей, Розалинд Харис, Мишел Марш, Нева Смол.

## В ролите
| Актьор         | Роля                        |
| -------------- | --------------------------- |
| Хаим Топол     | Тевие                       |
| Норма Крейн    | Голде, жена на Тевие        |
| Ленард Фрей    | Мотел Камзоил, шивач        |
| Розалинд Харис | Цейтел, най-голямата дъщеря |
| Мишел Марш     | Ходел, втората дъщеря       |
| Нева Смол      | Чева, третата дъщеря        |
| Моли Пикон     | Йенте, сватовница           |
| Пол Ман        | Лазар Волф, касапин         |

## Награди и номинации
„Цигулар на покрива“ получава награди „Оскар“ за операторска работа, озвучаване и музика и е номиниран в пет други категории. Печели и „Златен глобус“ за най-добра комедия или мюзикъл и за най-добра мъжка роля в комедия или мюзикъл (Топол). Номиниран е за две други награди „Златен глобус“ и за три награди на БАФТА.